# Lubelskie Towarzystwo Miłośników Książki
Lubelskie Towarzystwo Miłośników Książki – jedno z najstarszych towarzystw kulturalnych w Lublinie.

## Historia
Towarzystwo zostało założone w 18 czerwca 1926 roku. Jego pierwszym prezesem był ks. dr Ludwik Zalewski, bibliotekarz i profesor Seminarium Duchownego w Lublinie.
Pierwszymi członkami Towarzystwa byli m.in. Zygmunt Kukulski (prof. KUL), Julian Krzyżanowski (prof. KUL), Ludwik Kamykowski (profesor KUL), Feliks Araszkiewicz, Józef Czechowicz (pedagog, poeta), Antoni Remiszewski (wojewoda lubelski).
Celem Towarzystwa było szerzenie i popularyzacja książki oraz prowadzenia działalności w kierunku badawczo-naukowym i wydawniczym. W ramach działalności Towarzystwo organizowało różne wystawy druków i ekslibrisów. Pierwszą taką wystawę zorganizowano w kwietniu 1927 roku w murach Muzeum Lubelskiego (budynek przy ul. Narutowicza 4, obecnie Wojewódzka Biblioteka Publiczna im. Hieronima Łopacińskiego w Lublinie). Kolejną znacząca wystawę zorganizowano w lutym 1930 roku. Była poświęcona Ekslibrisom Słowiańskim i w głównej mierze opierała się na zbiorach grafika jugosłowiańskiego prof. Milenko Gjurića z Zagrzebia. Ostatnia przedwojenna wystawa zorganizowana w 1939 roku z okazji Dni Lublina i Lubelszczyzny i dotyczyła Druków Lubelskich. Z tej okazji wydano Przewodnik po wystawie druków lubelskich. Wystawa zgromadziła prace z oficyn m.in. Pawła Wieczorkiewicza, Stanisława Krasuńskiego, czy Władysława Kossakowskiego.

## Działalność wydawnicza
Towarzystwo wydało pięć druków bibliofilskich nakładem Drukarni Państwowej w Lublinie. Były to:
1. Wydawnictwa przygotowywane na Zjazd Bibliofilów Polskich we Lwowie w 1928 roku m.in. Genethliacon Naiasnieyszego Władyslawa Krolewica Polskiego y Szweckiego od Joachima Bielskiego (op. ks. L. Zalewskiego) – faksimilowa edycja druku z 1595 roku, wydanego w Krakowie, panegiryku urodzinowego dedykowanego przez sekretarza i pisarza królewskiego Władysławowi IV. Panegiryk ten odnalazł ks. L. Zalewski w bibliotece parafialnej w Targowisku (pow. krasnostawski).
2. Praca F. Araszkiewicza Hieronim Łopaciński (1860-1906). z czerwca 1926 roku.
3. Katalog Wystawy Exlibrisów Słowiańskich w Lublinie w roku 1930.
4.Satyry Franciszka Zabłockiego, (dwa wydania) z 1933 roku. dedykowano je F. Raczkowskiemu z okazji 50-lecia jego pracy księgarskiej.
5. Tom wierszy Franciszki Arnsztajnowej i J. Czechowicza Stare kamienie (1934)
Obecnie Towarzystwo liczy 28 członków. Funkcję prezesa, a także Wielkiego Mistrza Kapituły Orderu Białego Kruka ze Słonecznikiem, nadawanego przez Towarzystwo, sprawował przez wiele lat doc. dr Jan Gurba.

## Odznaczenie
Od 1976 roku z okazji 50-lecia, towarzystwo wręcza Order Białego Kruka ze Słonecznikiem (łac. Signum Albi Corvi cum Heliantho). Oznaczenie przyznawane jest za wybitną działalność bibliofilską. Projekt odznaczenia i medaliony wykonał Włodzimierz Wilhelm Hess.
Order stanowi zawieszony na niebiesko-białej wstędze emaliowany na zielono trójkąt (o wymiarach 5x5x5) z wyobrażeniem stylizowanego białego ptaka. U dołu trójkąta podwieszony jest złocisty medalion wyobrażający kwiat słonecznika. W rogach trójkąta znajdują się litery SAC.
Odznaczenie otrzymali m.in.:
- Roman Chrząstowski, organizator i członek Zarządu i Oddziału Śląskiego Towarzystwa Przyjaciół Książki w Katowicach[6]
- Maria Gawarecka
- prof. Aleksander Gieysztor, który przez pewien czas był także członkiem kapituły
- prof. Jan Gurba, archeolog i geograf, Wielki Kanclerz Kapituły Orderu Białego Kruka ze Słonecznikiem
- Ewa Hadrian, bibliotekarka
- Zbigniew Jóźwik
- Andrzej Malinga, prawnik
- Halina Wolska, bibliotekarka
- Wiktor Hermogenes Ziółkowski, muzealnik i kolekcjoner
- Zygfryd Gardzielewski (1983)
- Michał Hilchen (1985)
- ks. infułat Antoni August Liedtke (1990)[7]
- Karl Dedecius (1991)
- Tadeusz Zakrzewski (1994)
- Wojciech Jakubowski (2003)
- Janina Huppenthal (2004)
- Ewa Andrysiak (2022)[8]
- Mieczysław Bieleń (2022), Hetman Polskich Kolekcjonerów Ekslibrisu
- Cezary Kozak (2023)[9]
- prof. Jan Wolski (2024)

Źródło:.